# جایزه بزرگ موناکو ۱۹۷۸
جایزه بزرگ موناکو ۱۹۷۸ (انگلیسی: ‎1978 Monaco Grand Prix‎) یک مسابقهٔ موتوری در رشتهٔ اتومبیل‌رانی فرمول یک بود که در تاریخ ۷ مهٔ ۱۹۷۸ در پیست موناکو واقع در مونت‌کارلو، موناکو برگزار شد. این گراند پری در میان ۱۶ گراند پری در فصل ۱۹۷۸، مسابقهٔ شمارهٔ ۵ بود.
در این مسابقه که در ۷۵ دور و به مسافت ۲۴۸٫۴ کیلومتر (۱۵۴٫۳۴۹ مایل) برگزار شد، پول پوزیشن توسط کارلوس روتمان کسب شد و سریع‌ترین زمان برای طی یک دور پیست که برابر با ۱:۲۸٫۶۵ بود نیز توسط نیکی لائودا به ثبت رسید.
پاتریک دیپلر از تیم تایرل-فورد، نیکی لائودا از تیم برابام-آلفا رومئو و جودی شکتر از تیم ولف-فورد به‌ترتیب مقام‌های اول تا سوم مسابقه را کسب کردند.

## رده‌بندی قهرمانی پس از مسابقه
| جایگاه | راننده        | امتیاز |
| ------ | ------------- | ------ |
| ۱      | پاتریک دیپلر  | ۲۳     |
| ۲      | کارلوس روتمان | ۱۸     |
| ۳      | ماریو اندرتی  | ۱۸     |
| ۴      | نیکی لائودا   | ۱۶     |
| ۵      | رونی پیترسن   | ۱۴     |
| منبع:  |               |        |

| جایگاه | سازنده            | امتیاز |
| ------ | ----------------- | ------ |
| ۱      | لوتوس-فورد        | ۲۷     |
| ۲      | تایرل-فورد        | ۲۴     |
| ۳      | برابام-آلفا رومئو | ۲۰     |
| ۴      | فراری             | ۱۸     |
| ۵      | فیتیپالدی-فورد    | ۶      |
| منبع:  |                   |        |

یادداشت
- تنها پنج جایگاه نخست از هر رده‌بندی نمایش داده شده است.